# II Międzynarodowy Konkurs Chopinowski na Instrumentach Historycznych
II Międzynarodowy Konkurs Chopinowski na Instrumentach Historycznych – druga edycja Międzynarodowego Konkursu Chopinowskiego na Instrumentach Historycznych, która odbyła się w dniach 5–15 października 2023 w Warszawie. Organizatorem konkursu był Narodowy Instytut Fryderyka Chopina. 
Do udziału w konkursie zakwalifikowano 35 pianistów z 14 krajów, wyłonionych spośród 84 zgłoszeń. Przesłuchania konkursowe zostały podzielone na trzy etapy: dwa solowe oraz finał z towarzyszeniem {oh!} Orkiestry. Konkurs wygrał Kanadyjczyk Eric Guo.

## Fortepiany konkursowe
Uczestnicy mieli do wyboru 6 fortepianów: 
- Pleyel (1842, kolekcja Edwina Beunka)
- Pleyel (kopia instrumentu z 1830, kolekcja Paula Mc'Nulty'ego)
- Erard (1838, kolekcja Edwina Beunka)
- Broadwood (1846, kolekcja Andrzeja Włodarczyka)
- Graf (1835, kolekcja Chrisa Maene)
- Buchholtz (kopia instrumentu z 1825, kolekcja Narodowego Instytutu Fryderyka Chopina)[6]

## Jury
Pianistów oceniało międzynarodowe jury w składzie: Paolo Giacometti, Yves Henry, Tobias Koch, Vaclav Luks, Janusz Olejniczak, Olga Paschenko, Ewa Pobłocka, Andreas Staier oraz Wojciech Świtała (przewodniczący).

## Nagrody
Nagrody Główne:
- I nagroda — Eric Guo, Kanada
- II nagroda — Piotr Pawlak, Polska
- III nagroda ex aequo — Angie Zhang, USA
- III nagroda ex aequo — Yonghuan Zhong, Chiny

Nagrody specjalne:
- Nagroda dla najwyżej ocenionego uczestnika reprezentującego Polskę ufundowana przez Fundację ORLEN — Piotr Pawlak, Polska
- Nagroda dla najwyżej ocenionego uczestnika reprezentującego Polskę, kóry nie otrzymał nagrody głównej ufundowana przez Fundację ORLEN — Kamila Sacharzewska, Polska
- Nagroda za najlepsze wykonanie mazurków ufundowana przez Polskie Radio — Eric Guo, Kanada[8]